# Keystone Foundation
Keystone Foundation är en organisation i Nilgiribergen, södra Indien med mål att öka livskvaliteten och förbättra närmiljön för ursprungsbefolkningen, med ett ekonomiskt och ekologiskt arbetssätt.
Keystone Foundation bildades 1994. Ursprungligen arbetade de tillsammans med vildhonungsjägare och med införande av biodling. Med tiden har arbetet utvecklats till att även innefatta marknadsföring av flera ekologiska skogsprodukter, försäljning i egna butiker "Green Shops", bevarande av traditionella grödor, vattenprojekt, återplantering av skog, alternativ certifiering, lokala ledarskapsfrågor samt ursprungsfolkens kultur.
Keystone Foundation är medlemmar i miljönätverket Framtidsjorden sedan december 2005. De har även ett samarbete med Svalorna Indien-Bangladesh sedan länge. De har även ett samarbete med föreningen Keystones Vänner i Sverige.